# 홍민규
홍민규(2006년 9월 11일 ~ )은 KBO 리그 두산 베어스의 투수이다.

## 두산 베어스시절
2025년에 입단하였다. 2025년 4월 4일 LG 트윈스와의 경기에 출전하며 데뷔 첫 경기를 치렀고, 경기에서 1이닝 1볼넷 1탈삼진를 기록했다.

## 출신 학교
- 서울논현초등학교
- 춘천중학교(전학) -> 대원중학교(졸업)
- 야탑고등학교